# Джон Лайонс (VC)
Джон Лайонс VC (бл. 1824 — 20 квітня 1867) народився в Карлоу (графство), Ірландія, і був ірландським кавалером Хреста Вікторії, найвищої та найпрестижнішої нагороди за доблесть перед обличчям ворога, якою можуть бути нагороджені сили Великої Британії та Співдружності націй.

## Кар'єра
Йому було приблизно 32 роки, і він був рядовим у 19-й піхотний полк (пізніше Йоркширський полк — Власний полк Олександри, принцеси Уельської), Британської армії, під час Кримської війни, коли відбувся наступний подвиг, за який він був нагороджений Хрестов Вікторії.
10 червня 1855 року під час Севастополя, на Кримському півострові, рядовий Лайонс підняв бойовий снаряд, який впав серед охорони траншей, і кинув його через парапет, тим самим врятувавши багато життів.

## Пізніше життя
Пізніше він служив під час Повстання сипаїв і отримав звання капрала. Він помер у Нейсі, Кілдер (графство) 20 квітня 1867 року.

## Нагороди
Його Хрест Вікторії виставлений у музеї Грін Ховардс (Річмонд, Йоркшир, Англія).

## Зовнішні посилання
- Місцезнаходження могили та медалі VC (графство Кілдер, Ірландія).

- Northern Echo